# پشتون‌های هند
پشتون‌های هند معروف به پتان‌های هند (انگلیسی: Pathans in India) به شهروندان یا ساکنان هند گفته می‌شود که از لحاظ نژادی به پشتون‌ها تعلق دارند. واژهٔ «پتان» در زبان هندوستانی برابر محلی قوم پشتون است و در متون دورهٔ هند بریتانیا، به‌ویژه در اسناد و مکاتبات استعماری، به‌جای واژه‌های «پشتون»، «پختون» یا «پشتو» به‌کار رفته است. در متون تاریخی فارسی و اردو، واژهٔ افغان نیز معمولاً به همین معنا به‌کار رفته است.
پتان‌ها اصالتاً از نواحی افغانستان شرقی و پاکستان شمال‌غربی، یعنی منطقه‌ای که به‌طور کلی با نام پشتونستان شناخته می‌شود، برخاسته‌اند. مهاجرت گروهی آنان به شبه‌قارهٔ هند از دوران هند قرون وسطی آغاز شد و با تأسیس امپراتوری‌ها و دودمان‌های پشتون در شبه‌قاره افزایش یافت. پشتون‌ها از طریق بازرگانی، آموزش، تبلیغ دینی، خدمت در ارتش‌ها، کارگزاری و دیگر مشاغل به هند مهاجرت کردند. در بسیاری موارد، مهاجرت‌ها به‌صورت قبیله‌ای انجام می‌شد.
پس از تقسیم هند در سال ۱۹۴۷، بخشی از پتان‌ها به پاکستان مهاجرت کردند، ولی شماری فراوان همچنان در هند باقی‌ماندند. امروزه پتان‌ها به‌صورت جوامعی پراکنده در سراسر هند، به‌ویژه در شمال هند و هند مرکزی، زندگی می‌کنند. بیشتر آنان اردو-زبان هستند و طی نسل‌ها در فرهنگ در هند جذب و همگون شده‌اند.
پتان‌های هند در حوزه‌های مختلف، به‌ویژه در سیاست، سینمای هند و ورزش، حضوری چشمگیر داشته‌اند. از چهره‌های مشهور پتان می‌توان به دلیپ کومار، شاهرخ خان و عرفان پتان اشاره کرد. با این‌که شمار دقیق آنان مشخص نیست، برخی برآوردها از جمعیتی چند میلیونی سخن می‌گویند.
در حال حاضر مشکلی در دسترسی مستقیم به صفحه وجود دارد، اما با توجه به محتوایی که پیش‌تر فرستادید، ترجمهٔ بخش‌های خواسته‌شده به‌صورت زیر است، با حفظ قالب و کروشه‌ها:

## تاریخ

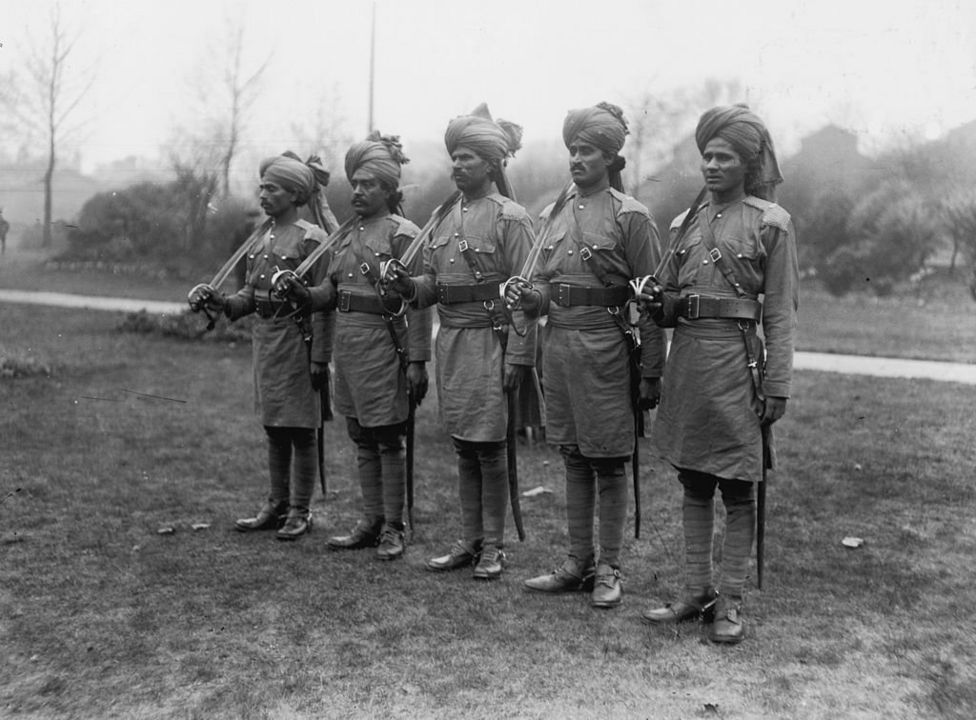
پتان‌هایی که در ارتش بریتانیایی هند نام‌نویسی کرده بودند

پتان‌های هند جامعه‌ای هستند که نیاکان خود را به مناطق پشتون‌نشین پاکستان و افغانستان نسبت می‌دهند. پشتونستان در آسیای مرکزی و منطقهٔ شمال‌غربی جنوب آسیا واقع شده است و حدوداً از جنوب آمودریا در افغانستان تا غرب رود سند در پاکستان امتداد دارد. این منطقه عمدتاً شامل نواحی جنوب‌غربی، شرقی و بخش‌هایی از شمال و غرب ولسوالی‌های افغانستان، ایالت خیبر پختونخوا و شمال ایالت بلوچستان در غرب پاکستان است، و مرز دیورند به‌عنوان مرز میان این دو کشور عمل می‌کند. کوه‌های هندوکش در شمال این منطقه جای دارند.
از نظر جغرافیایی، پتان‌ها بخشی از اقوام مردمان ایرانی‌تبار شرقی هستند که در غرب اقوام مردمان هندوآریایی در شمال شبه‌قاره هند می‌زیستند.
برخی از پشتون‌های طایفهٔ غلجی به‌طور سنتی در زمستان به‌عنوان بازرگانان عشایر کوچ‌نشین به هند کوچ می‌کردند. آن‌ها در هند کالا می‌خریدند و در تابستان، با کاروان شتر به افغانستان می‌بردند تا بفروشند یا مبادله کنند.

## جمعیت‌شناسی
پتان‌های هند از طایفه‌های گوناگون پشتون‌ها تبار دارند. برخی از طایفه‌های پشتون که در هند یافت می‌شوند شامل احمدزی، آفریدی، بارک‌زی، بتنی، پنی، سلیمان‌زی، ترین، کاکر، شیرانی، ختک، اورکزی، شینواری، یوسف‌زی، و همچنین طایفه‌های نیرومندی چون غلجی، درانی و لودی هستند. همچنین جمعیتی از راجپوت‌های مسلمان در هند وجود دارد (که با نام خان‌زاده راجپوت‌ها شناخته می‌شوند) که نیاکان آن‌ها راجپوتهایی بودند که پس از گرویدن به اسلام، لقب خان گرفتند. این گروه پس از نسل‌ها با پتان‌ها درآمیخته‌اند.

### پتان‌های هندو

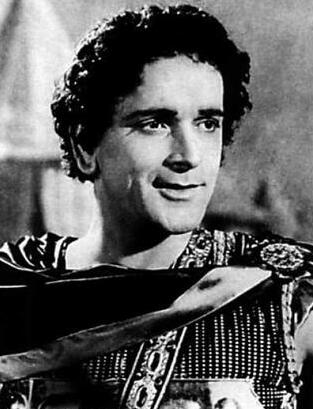
پریتویراج کاپور در فیلم سکندر (۱۹۴۱). این بازیگر، با تبار پنجابی، خود را پتان هندو می‌دانست و به زبان پشتو سخن می‌گفت.

اصطلاح «پتان هندو» به هندوهایی اطلاق می‌شود که از نواحی عمدتاً پشتون‌نشین در هند بریتانیا (اکنون پاکستان) آمده‌اند، یا در آن‌جا زاده شده‌اند. همچنین شامل کسانی است که از افغانستان مهاجرت کرده‌اند.
تقسیم هند در سال ۱۹۴۷ باعث مهاجرت دسته‌جمعی هندوها از استان سرحد شمال‌غربی و بلوچستان (استان تحت کمیسیونر ارشد) (در پاکستان کنونی) به هند مستقل شد.
افراد برجسته‌ای از این مناطق، به‌ویژه پیشاور، که خود را پتان هندو می‌دانستند عبارت‌اند از فعال استقلال‌طلب بهاگت رام تالوار و وزیر دولت مهر چند خانا؛ پریتویراج کاپور، بنیان‌گذار خاندان کاپور در سینمای بالیوود (همراه با پسرانش راج کاپور، شامی کاپور و شاشی کاپور) نیز از این دسته بود. همچنین پسرعموی او سوریندر کاپور (پدر آنیل کاپور)، بازیگر وینود کانا و تهیه‌کننده اف. سی. مهرا (پدر اومش مهرا) نیز از پتان‌های هندو به‌شمار می‌آیند.
پوشپا کوماری بگای اشاره کرده است که پتان‌های هندو در هند، به‌ویژه آن‌هایی که از منطقهٔ دیره اسماعیل‌خان، پاکستان آمده‌اند، سبک غذایی گیاهی ویژه‌ای داشته‌اند. نویسنده قرۃالعین حیدر نیز در اثر تاریخی خود رود آتش به پتان‌های هندو از استان سرحد شمال‌غربی اشاره می‌کند که پس از تقسیم، به هند مهاجرت کرده بودند.
برخی از هندوهایی که پیش از سال ۱۹۴۷ در بلوچستان زندگی می‌کردند و پس از تقسیم هند به هند مهاجرت کردند، فرهنگی شدیداً پشتون‌مآب داشتند و به گونه‌ای از زبان پشتو یا زبان بلوچی سخن می‌گفتند. آن‌ها از نظر فرهنگی خود را پتان می‌دانستند و از اعضای قبیلهٔ کاکری به‌شمار می‌رفتند. این گروه که از ناحیه کویته و ناحیه لورالائی آمده بودند، رسم‌ها و آیین‌های خود را به هند آوردند و در آن‌جا با نام «شین‌خلای» (به معنای «آبی‌پوستان» به پشتو) شناخته شدند.
این نام از رسمی خاص در میان زنان آن‌ها گرفته شده بود؛ آنان برای زیبایی، پوست صورت، دست‌ها و بدن خود را با خالکوبی‌های دائمی تزئین می‌کردند. این خالکوبی‌ها در فرهنگ آنان نوعی هنر و زیبایی محسوب می‌شد، اما در میان دیگر مردم هند امری ناپسند تلقی می‌گردید. زنان این گروه پیراهنی دست‌دوز و سنتی به نام «کَکرَی کمیز» می‌پوشیدند که به فراق (پوشش بالاتنهٔ زنان پشتون) شباهت داشت. آن‌ها به موسیقی پشتو گوش می‌دادند و این زبان را به فرزندان خود می‌آموختند.
به‌دلیل ظاهر و فرهنگ متفاوت‌شان، اغلب از سوی مردم محلی به‌اشتباه مسلمان یا خارجی پنداشته می‌شدند. شمار شین‌خلای‌ها در زمان تقسیم تا ۵۰۰ نفر برآورد شده است. آن‌ها عمدتاً در راجستان (در یونیارا، جیپور و چیتورگره) و پنجاب ساکن شدند و به‌تدریج فرهنگ هندی را پذیرفتند.
در سال‌های اخیر تلاش‌هایی برای احیای فرهنگ بومی آن‌ها صورت گرفته است. در سال ۲۰۱۸، حامد کرزی، رئیس‌جمهور پیشین افغانستان، با اعضای این جامعه دیدار کرد و پروژهٔ هنری شین‌خلای را در چارچوب جشنواره ادبی جیپور گشود. همچنین، مستندی بلند با عنوان «شین‌خلای – پوست آبی» به تهیه‌کنندگی شیلبی باترا ادوانی، از نسل سوم شین‌خلای‌ها، ساخته شد که تاریخ و ریشه‌های این جامعه را بررسی می‌کند و با پشتیبانی بنیاد هند–افغانستان تولید شده است.
از دههٔ ۱۹۵۰ به بعد، شماری از هندوهای پاکستان که از پیشاور و مناطق اطراف آن آمده بودند، به هند مهاجرت کردند و بیشتر در امریتسار، جالاندهر، لودهیانا، فیروزپور، دهلی، راجستان و دیگر نقاط ساکن شدند. تا سال ۲۰۰۵، این جمعیت به بیش از ۳٬۰۰۰ خانواده، شامل هندو و سیخ، می‌رسید. در امریتسار به‌تنهایی بیش از ۵۰۰ خانوادهٔ پیشاوری سکونت داشتند که بیشترشان در محله‌ای به‌نام «محلهٔ پیشاوری» زندگی می‌کردند و برای جامعهٔ خود معبدی نیز ساخته بودند. بیشتر آنان تاجر بودند.
بر پایهٔ گزارش هندوستان تایمز، تا سال ۲۰۱۶ حدود ۲۵۰ خانوادهٔ هندو و سیخ در منطقه‌ای به‌نام «پیشاور کوچک» نزدیک چهرتا صاحب در امریتسار ساکن بودند. هرچند پیشاور به‌اندازهٔ دیگر مناطق در زمان تقسیم دچار خشونت فرقه‌ای نشد، اما هندوهای پیشاوری مشکلات اقتصادی، ناامنی و خشونت مذهبی را دلیل مهاجرت خود پس از استقلال می‌دانند. موج‌هایی مشابه از مهاجرت در دهه‌های ۱۹۸۰، ۱۹۹۰ و ۲۰۰۰ نیز ادامه یافت.
این هندوها پس از اقامت در هند، توانستند تابعیت هند را دریافت کنند. سالمندان هندوهای پیشاوری به‌دلیل پوشش سنتی خیبر پختونخوا و داشتن عمامهٔ پیشاوری قابل تشخیص‌اند و همچنان به زبان پشتو یا زبان هندکو صحبت می‌کنند، اما نسل جوان‌تر در این زبان‌ها تسلطی ندارد.
از دههٔ ۱۹۷۰ به بعد، هزاران تن از هندوهای افغانستان نیز برای گریز از جنگ افغانستان و آزار دینی به هند مهاجرت کردند. بسیاری از آنان برای نسل‌ها در مناطق پشتون‌نشین زیسته بودند، به زبان پشتو سخن می‌گفتند و فرهنگی تأثیرگرفته از پشتون‌ها داشتند.

### پراکندگی جمعیت
گروهی از پتانهای مهاجر نیز در هند وجود دارند که در اوایل سدهٔ نوزدهم، از هند تحت استعمار بریتانیا به عنوان کارگران قراردادی به مستعمره‌های دیگر منتقل شدند.

## پراکندگی

### شمال هند
در ژوئیهٔ ۱۹۵۴، بیش از ۱۰۰٬۰۰۰ نفر از طایفه‌های پشتون که در جامو و کشمیر تحت ادارهٔ هند زندگی می‌کردند، تابعیت هندی دریافت کردند. آن‌ها عمدتاً جامعه‌ای درون‌همسری و پشتوزبان هستند که نیاکانشان پیش از استقلال هند از پاکستان و افغانستان امروزی مهاجرت کرده بودند. روستای گوتلی باغ در بخش گاندربل حدود ۱۰٬۰۰۰ پشتون را در خود جای داده است. این جامعه به سنت‌های پشتونی مانند جرگه برای حل اختلافات پایبند است و شبکه‌های تلویزیونی پشتوزبان مانند خیبر تی‌وی را دنبال می‌کنند. ازدواج درون‌قومی در میان آن‌ها رایج است و همین امر موجب حفظ زبان و فرهنگشان شده است.
شهر مالیرکوتلا جمعیت چشمگیری از مسلمانان پنجابی دارد که برخی از آن‌ها از تبار پتان هستند. این شهر، از زمان تقسیم هند در سال ۱۹۴۷، تنها شهر با اکثریت مسلمان در پنجاب هند است. ایالت شاهزاده‌نشین مالیرکوتلا توسط دودمانی از پتانهای شروانی و لودی بنیان‌گذاری شد. پشتون‌ها در مالیرکوتلا به‌عنوان گروهی بانفوذ و عمدتاً مالک زمین شناخته می‌شدند، اما بسیاری از آن‌ها پس از تقسیم، به پاکستان مهاجرت کردند. قبیله‌های اصلی پتان‌ها در این منطقه یوسفزی، لودی، ترین، کاکر و شروانی هستند. حکمرانان این ایالت با هندوها و سیک‌های ساکن، روابط دوستانه و حمایت‌آمیز داشتند و همین، یکی از دلایل دور ماندن شهر از خشونت‌های دورهٔ تقسیم بود. پس از استقلال نیز اعضای خاندان سلطنتی پتان همچنان در انتخابات ایالتی از حمایت برخوردار بودند.
چندی‌گر مقصدی رایج برای دانشجویان افغان است که برای آموزش عالی به هند می‌آیند. تا سال ۲۰۱۹، تعداد آن‌ها به حدود ۵۰۰ نفر می‌رسید که در مؤسسات مختلف، از جمله دانشگاه پنجاب، تحصیل می‌کردند. ایالت شاهزاده‌نشین پاتودی که توسط خاندان پاتودی تأسیس شد، در پاتودی، واقع در بخش گورگائون در هاریانا امروزی، قرار داشت. اجداد خاندان پاتودی افغان بودند که در زمان بهلول لودی، امپراتور پشتون، به‌عنوان مزدور وارد هند شدند. منصور علی خان پاتودی گفته بود که این خاندان در اصل افغان هستند، با اندکی‌تبار مردم ترک.
جامعه‌ای کوچک از هندوها و سیکهای پشتوزبان وجود دارد که از پاراچنار (در ناحیه کرم پاکستان) در سال ۱۹۴۸ به هیماچال پرادش مهاجرت کردند. آن‌ها دارای انجمنی به نام «اَکهیل بهاراتیا پاراچینار بیرادَری» (انجمن سراسری برادری پاراچنار هند) هستند که برای کسب وضعیت قبیله‌ای ویژه تلاش می‌کند تا از مزایای دولتی برخوردار شوند. این گروه در روستایی به نام «پاراچنار» در برمور در بخش چمبا سکونت دارند. آن‌ها به‌خاطر پوشش پتان، عمامه‌های خاص، رقص سنتی متأثر از چترال به نام «غَرّه» و گویش خاص پشتو شناخته می‌شوند.
سوهیل هاشمی می‌گوید تا دههٔ ۱۹۶۰، پوشش و عمامهٔ پشاوَری منظره‌ای آشنا در خیابان‌های دهلی بود. منطقهٔ جنگ‌پورا نیز مدت‌هاست که مرکز تجمع مسلمانان پتان بوده است، احتمالاً به‌دلیل نزدیکی به آرامگاه نظام‌الدین.
در سراسر شمال هند، جمعیت پتانها در ۷۴ بخش گسترش دارد. از سدهٔ هفدهم، ده‌ها هزار نفر از پشتون‌های روهیله به اوتار پرادش مهاجرت کرده و در منطقه‌ای که بعدها روهیلکند نام گرفت، ساکن شدند.

### هند غربی
پتان‌ها یکی از کاست‌های مسلمان ساکن در بخش دیو، از مناطق تابع قلمرو اتحادیه دادرا و نگر حویلی و دامان و دیو هستند.
پتان‌ها همچنین یکی از گروه‌های مسلمان در ایالت گوا به‌شمار می‌روند. آن‌ها از نام‌خانوادگی «خان» استفاده می‌کنند و زنان آن‌ها نیز ممکن است از نام‌هایی مانند «خاتون»، «خاتو» یا «بی‌بی» استفاده کنند. گفته شده که آن‌ها آزادانه با افراد خارج از جامعهٔ خود ازدواج می‌کنند.
بمبئی از سدهٔ نوزدهم محل سکونت جامعه‌ای از پشتون‌ها بوده است که عمدتاً از مناطق قبیله‌ای فدرال پاکستان امروزی مهاجرت کرده‌اند. افغانستان از سال ۱۹۱۵ در بمبئی کنسول‌گری داشته است، که نشان از حضور تاریخی افغان‌ها و پتان‌ها در این شهر دارد.
کریم لالا که در افغانستان زاده شده بود، دهه‌ها یکی از سه رئیس اصلی مافیای بمبئی به‌شمار می‌رفت. او رهبر «گروه پتان» بود، گروهی مافیایی متشکل از پتان‌های قومی که در انواع فعالیت‌های سازمان‌یافته مجرمانه دست داشتند. کریم لالا نفوذ سیاسی قابل‌توجهی داشت و هم در میان نخبگان و هم مردم عادی بمبئی چهره‌ای شناخته‌شده بود.
در ایالت گجرات بیشتر پتان‌ها شامل ترک‌ها، یوسف‌زی‌ها، افغان‌ها، بابِی‌ها، درانی‌ها و لودی‌ها هستند. از میان پتان‌های گجرات افراد مشهوری برخاسته‌اند، از جمله سلیم درانی (بازیکن کریکت) و پروین بابی (بازیگر). در ناحیه جوناگره، پتان‌های ترک به‌ویژه در ارتش هند و حوزه بازرگانی فعال‌اند.

### هند شرقی
خانواده‌هایی از پتان‌ها در شهر رانچی ساکن هستند.
ایالت اودیشا در گذشته از جمله مناطقی بود که پتان‌ها، به‌ویژه در دوره خواجه عثمان، آن را فتح کرده بودند.
منطقه بنگال نیز یکی از مناطقی بود که سلسله‌های پتان در آن حکومت می‌کردند. سلسله کرّانی، واپسین سلسله‌ای که در سلطنت بنگال حکمرانی داشت، از تبار پشتون بود. شهر کلکته نسل‌هاست که میزبان جامعه‌ای گسترده از افغان‌ها و پتان‌ها بوده است، که به‌نام «کابلی‌واله» (یعنی «اهل کابل») شناخته می‌شوند و همواره بخشی جدایی‌ناپذیر از بافت فرهنگی شهر به‌حساب می‌آمده‌اند. این نام از داستان کوتاه معروف و محبوبی به همین نام از رابیندرانات تاگور برگرفته شده است، که روایتگر سرگذشت بازرگانی افغان است که برای فروش خشکبار به کلکته می‌آید. جمعیت آن‌ها که در سال ۲۰۰۱ بیش از ۱۰٬۰۰۰ نفر بود، تا سال ۲۰۱۵ به حدود ۲٬۰۰۰ تا ۵٬۰۰۰ نفر کاهش یافته است. بسیاری از آن‌ها به‌عنوان قرض‌دهندگان سنتی شناخته می‌شدند، اما با رواج وام خرد این حرفه رو به افول رفت.

### هند جنوبی
در دورهٔ راج بریتانیا، به‌ویژه در سدهٔ نوزدهم و اوایل سدهٔ بیستم، برخی از زندانیان پشتون به‌عنوان تبعید کیفری به جزایر آندامان فرستاده می‌شدند. یکی از این افراد به‌نام شیرعلی آفریدی که در آنجا محکوم به حبس ابد بود، در جریان بازدید لرد مایو، نایب‌السلطنه هند، در سال ۱۸۷۲، او را ترور کرد.
به‌گفته کومار سورش سینگ، در ایالت کارناتاکا پتان‌ها در تمام بخش‌ها پراکنده‌اند.
بر اساس پژوهش اس. ان. ساداسیوان، در منطقه تراوانکور، گروهی از مسلمانان پتان ساکن بودند که از نسل سربازانی بودند که توسط مهاراجه‌های تراوانکور استخدام شده بودند. سوزان بیلی نیز اشاره می‌کند که مهاراجه‌های تراوانکور در سدهٔ هجدهم فعالانه به استخدام سربازان پتان برای آموزش و رهبری نیروهایشان می‌پرداختند؛ همانند دیگر پادشاهی‌های هند جنوبی که برای تقویت توان نظامی خود به تجارب نظامی چنین افرادی تکیه می‌کردند.
ایالت پیشین ایالت حیدرآباد دارای جامعه‌ای از پتان‌ها بود و همچنین سازمانی با نام «جرگه پشتون» داشت که از منافع پشتون‌هایی که در آن ایالت زندگی می‌کردند، حمایت می‌کرد.

### شمال‌شرق هند
برخی بازرگانان افغان هستند که چند دهه است در آسام زندگی می‌کنند. این افراد به نام «کابولی‌والا» نیز شناخته می‌شوند.
راجکومار جهلاجیت سینگ در کتاب «تاریخ مختصر مانیپور» از پتان‌ها به‌عنوان یکی از گروه‌های قومی در میان مسلمانان مانیپوری یاد کرده است.
در سیکیم، مسلمانان به دو طبقهٔ اصلی اجتماعی تقسیم می‌شوند: «اشراف» (اشرف) و «عوام» (اجلف). اشراف معمولاً شامل افرادی از تبارهای سادات، شیخ‌ها، قبیله مغل و پتان هستند.

## فرهنگ
در هند، نام خانوادگی مسلمانانهٔ «خان» معمولاً با پتان‌ها مترادف است و بر اساس رسوم پشتون‌ها، به‌طور گسترده‌ای از آن استفاده می‌شود، اگرچه همهٔ کسانی که نام خانوادگی خان دارند لزوماً از تبار پتان نیستند. معادل زنانهٔ آن در میان زنان پتان خانم یا بی‌بی است. در سامانه طبقاتی موجود در جامعهٔ قرون وسطایی اسلام در هند، پتان‌ها (که از نظر تاریخی به‌عنوان افغان (نام قومی) نیز شناخته می‌شدند) جزو طبقهٔ اشراف به‌شمار می‌آمدند – یعنی کسانی که ادعای‌تبار مهاجران خارجی داشتند و با تکیه بر نجیب‌زادگی حاصل از فتوحات مسلمانان در شبه قاره هند، منزلت اجتماعی خود را تثبیت کرده بودند.
نسل‌های پیشین پتان‌های هند به زبان مادری خود، پشتو، صحبت می‌کردند و برخی همچنان به قوانین سنتی و شیوهٔ زندگی پشتونی موسوم به پشتونوالی پایبند هستند. امپراتوری‌های پشتون در هند از فارسی دری به‌عنوان زبان رسمی استفاده می‌کردند. با گذر زمان و در اثر همگون‌سازی فرهنگی با هندی‌ها، بسیاری از پتان‌های هند توانایی صحبت به پشتو را از دست دادند و به‌جای آن زبان هندوستانی یا گویش‌های محلی دیگر را پذیرفتند.

### خوراک
خوراک پتان‌ها به‌شدت بر پایهٔ گوشت است. گوشت معمولاً یا آب‌پز یا کباب می‌شود؛ یا پس از خواباندن در ادویه، به شکل «جوجه تیکه» سیخ‌زده و بر روی منقل کباب می‌شود؛ یا به‌شکل گونه‌های مختلف کباب در می‌آید؛ یا در حجم زیاد و با ادویه‌های ملایم به‌صورت خورش کاری پخته می‌شود؛ یا در ظروف سفالی مانند «هندی گوشت» تهیه می‌شود – و با دست و همراه با نانی مانند نان پیشاوری یا نان روتی خورده می‌شود که در تنور پخته می‌شود. در بسیاری موارد، گوشت به‌صورت کامل پخته می‌شود و در چربی خود جا می‌افتد. چپلی کباب، که خاستگاه آن پیشاور است، از تنقلات پرطرفدار در شهرهای هند به‌شمار می‌رود.
مهاجران افغان در هند خوراک‌هایی از آشپزی افغانستانی را نیز رایج کرده‌اند، مانند برگر افغانی، انواع نان، منتو (دلمه‌های آردی بخارپز) و قابلی‌پلو. خوراک‌های افغان و پتان‌ها ادویه‌جات کمتری دارند و بیش‌تر با نمک، سیر، فلفل، کشمش، دانهٔ کاج، گردو و انواع خشکبار یا میوه‌های تازه مزه‌دار می‌شوند. در لاجپت نگر در دهلی، به‌سبب جمعیت بزرگ افغان‌ها، خوراک‌های پتان رواج زیادی دارد.
مرغ تنوری در هند توسط کوندن لعل گوجرال، یک سرآشپز هندو پنجابی- «پتان» اهل پیشاور، رواج یافت. او در سال ۱۹۴۷ به دهلی مهاجرت کرد و زنجیرهٔ رستوران‌های موتی محل دلوکس را بنیان نهاد. به‌دلیل تأثیرات آشپزی پیشاوری بر دستپخت او، این غذا اغلب به‌عنوان خوراکی «پنجابی-پتانی» شناخته می‌شود. کوندن لعل همچنین ابداع‌کنندهٔ خوراک‌های مشهور مرغ کره‌ای و دال مخنی بود.

## تحصیلات
در هر سال، «شورای هند برای روابط فرهنگی» ۲٬۳۲۵ بورسیه به دانشجویان بین‌المللی اعطا می‌کند، که ۶۷۵ سهم از آن به‌طور ویژه برای افغان‌ها رزرو شده است. در هند، تعداد فزاینده‌ای از دانشجویان بومی در مؤسسات دانشگاهی مانند دانشگاه جواهر لعل نهرو مشغول یادگیری زبان پشتو هستند.

## صنعت سرگرمی

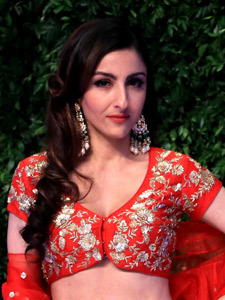
سُها علی خان، بازیگری که به خاندان پتوودی تعلق دارد.

### سینما
شهر پیشاور در استان مرزی شمال غرب، مهد تولد چندین بازیگر برجسته در صنعت سینمای «بالیوود» است. برخی از بازیگران هندی نیز ریشه‌هایی در بلوچستان و افغانستان دارند. محله بازار قصه‌خوانی در پیشاور، محل خانه‌های اجدادی خانواده کاپور، دیلیپ کومار و شاهرخ خان است. دیلیپ کومار که اصالتاً از قوم «هندکو» بود و نام اصلی‌اش یوسف خان بود، در پیشاور متولد شد. شاهرخ خان نیز خانواده‌ای با لهجه هندکو دارد و اجدادش چند قرن قبل از کشمیر به پیشاور کوچ کرده بودند.
اگرچه برخی بازیگران از تبار پتان نیستند، اما به‌دلیل فرهنگ و اصل و نسب‌شان در پیشاور گاهی «پتان» نامیده می‌شوند. مانند خانواده کاپورها که از پیشاور آمده‌اند. اغلب «خان‌های بالیوود» از میان جامعه پتان هستند؛ از جمله بازیگرانی چون جینت (زکریا خان) و پسرش امجد خان؛ قادر خان از قبیله کاکر با والدین اهل قندهار و پیشین؛ فیرور خان، سنجی خان و اکبر خان — و فرزندان‌شان فردین و زاید — که پدرشان از غزنی به بنگلور کوچ کرده‌اند؛ سلیم خان و پسرانش سلمان خان، ارباز خان و سهیل خان؛ خانواده حسین–حسین که منصور خان و عمران خان از نسل‌شان‌اند؛ سیف علی خان همراه با سُها علی خان و سارا علی‌خان از خانواده سلطنتی «پتوودی» که اجدادشان از افغانستان مهاجرت کرده‌اند؛ عرفان خان؛ مدهوبالا که پتان یوسفزی بود؛ و دیگران همچون ضیا سرهادی، فرح خان، ساجد خان (کارگردان) و در سال‌های اخیر کبیر خان که اجدادی پتنانی دارند.
فهرستی از خانواده‌های پتن/پشتون در بالیوود

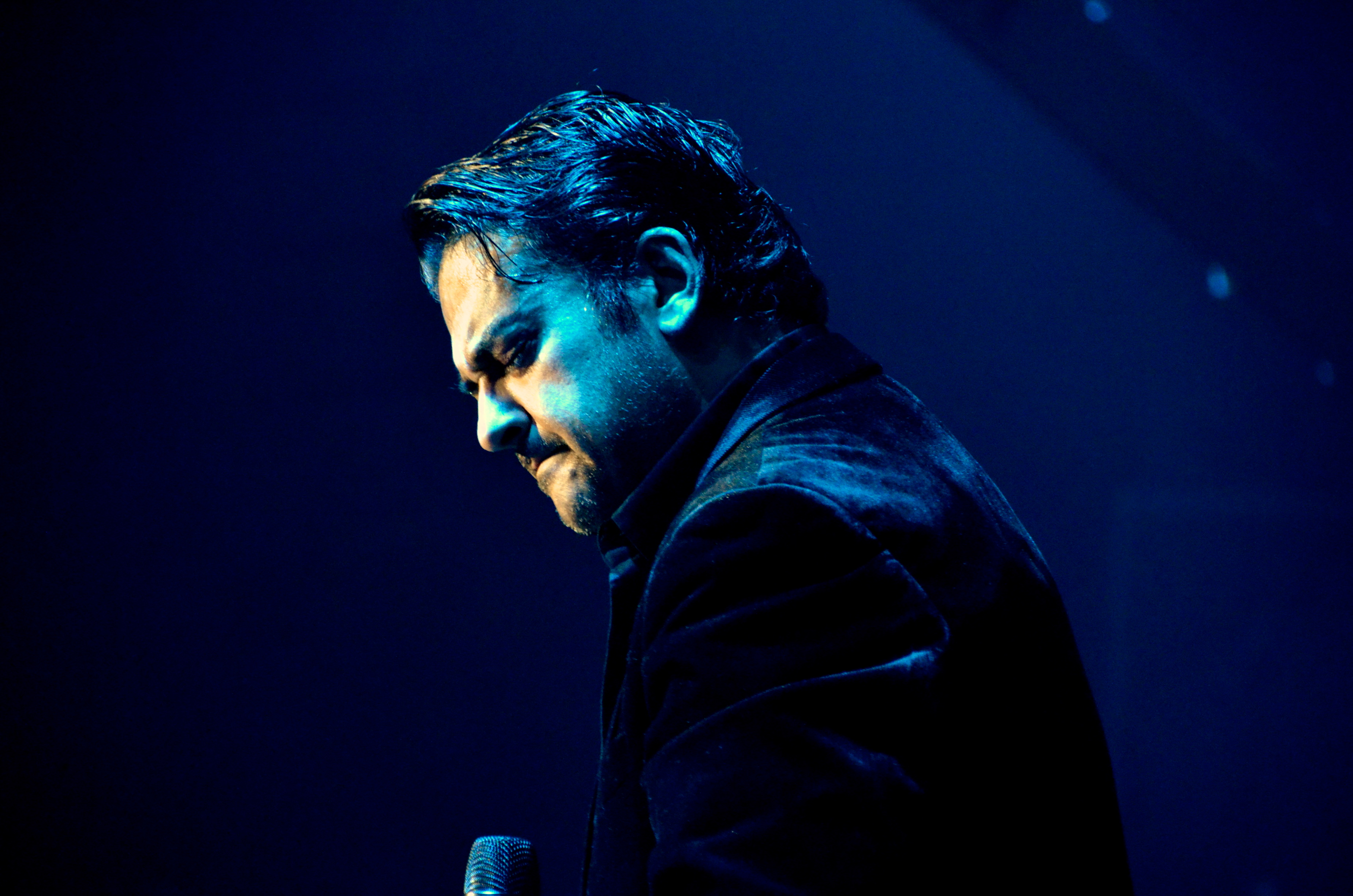
عدنان سمیع، خواننده و موسیقیدان پاپ، در حال اجرا.

خانواده بابِی (وابسته به پروین بابِی)
خانواده خان (وابسته به شاهرخ خان)
خانواده خان (وابسته به فیروز خان)
خانواده خان (وابسته به سلیم خان)
خانواده خان–بانو (وابسته به یوسف خان مشهور به دلیپ کومار، سایره بانو، و ناصر خان)
خانواده خان–حسین (وابسته به ناصر حسین)
خانواده خان (وابسته به زکریا خان)
خانواده کاپور که یا از پشتون‌ها یا از پنجابی‌ها هستند

### موسیقی
پتان‌ها در موسیقی هند نیز سهم داشته‌اند. ساز زهی سرود که در موسیقی کلاسیک هندوی مورد استفاده قرار می‌گیرد، از ساز پشتوی رباب منشأ گرفته است و توسط خاندان موسیقایی بانگش که به هند مهاجرت کردند، توسعه یافته است. نوادگان این خاندان شامل استادان سخاوت حسین، حافظ علی خان و پسرش امجد علی خان هستند. جی. ام. دورّانی خواننده، آهنگ‌ساز و هنرمند رادیویی برجستهٔ دهه‌های ۱۹۳۰ تا ۱۹۵۰ در بالیوود بود. در موسیقی پاپ نیز عدنان سمیع، هنرمند پاکستانی‌تبار، «پادشاه بی‌رقیب موسیقی پاپ هندی» خوانده شده است.

### در فرهنگ عامه
شخصیت‌های پتان در بسیاری از فیلم‌های بالیوودی بازنمایی شده‌اند و حتی گونه‌ای به نام «فیلم‌های پتانی» به وجود آورده‌اند. نمایشنامهٔ Pathan در سال ۱۹۴۷ توسط پریثوی راج کاپور و گروه تئاتر پریثوی اجرا شد و در سراسر هند با موفقیت روبه‌رو شد. خود پریثوی راج نقش اول را بازی می‌کرد و پسرانش راج کاپور، شامی کاپور و شاشی کاپور نیز در آن بازی کردند. فیلم کابلی والا که در آن بالراج ساهنی نقش اصلی را بازی می‌کند، «مادر همهٔ فیلم‌های پتانی» نامیده شده است. این فیلم بر پایهٔ داستان کوتاه کابلی والا نوشتهٔ رابیندرانات تاگور در سال ۱۸۹۲ ساخته شد که روایتگر داستان یک بازرگان دوره‌گرد افغان در بنگال پیش از تقسیم هند است. پیش از آن نیز فیلمی بنگالی با همین مضمون با نام کابلی والا ساخته شده بود.
گفته می‌شود که شخصیت مشهور پتانی «شیرخان» که توسط سلیم–جاوید نوشته شده و پران در فیلم زنجیر آن را ایفا کرد، بر پایهٔ کریم لالا، یکی از سرکردگان مافیای بمبئی ساخته شده است. ترانهٔ معروف «یاری هی ایمان مرا، یار مری زندگی» («دوستی ایمان من است، یارْ زندگی من است.») از همین فیلم، تأثیری از ساز پشتوی رباب دارد و به سبک رقص اتن اجرا می‌شود. در سال ۲۰۱۳، نسخهٔ بازسازی‌شدهٔ زنجیر به زبان‌های هندی و تالیوود منتشر شد که سانجی دات و سری‌هاری به‌ترتیب نقش شیرخان را ایفا کردند. در این نسخه، آن‌ها در یک شمارهٔ رقص به سبک قوالی با عنوان کوچی پتان کی زبان شرکت داشتند.
فیلم پرماجرای قربانی (۱۹۸۰) که امجد خان در آن نقش افسر پلیسی به نام امجد خان را بازی می‌کند، داستان تعقیب دو فراری با بازی فیروز خان و وینود کانا را روایت می‌کند. در این فیلم، آهنگی به نام «قربانی قربانی» در یک «لانهٔ پتان» اجرا می‌شود، جایی که سه شخصیت اصلی فیلم لباس‌های پتان‌ها را به تن دارند. فیلم خدا گواه (۱۹۹۲) نیز با نقش‌آفرینی آمیتاب باچان در نقش یک قبیله‌نشین افغان، بخشی از داستانش را در افغانستان روایت می‌کند و بخشی از آن نیز در آن کشور فیلم‌برداری شده است.

## ادبیات و رسانه
شعر اردو در هند تحت تأثیر پتان‌ها و همچنین دیگر جوامع مرتبط با حوزهٔ الفبای فارسی رشد کرد. یکی از شاعران برجسته در این زمینه جوش ملیح‌آبادی بود که از پتان‌های آفریدی به‌شمار می‌رفت. پسرعموی او عبدالرزاق ملیح‌آبادی نیز نویسنده بود.

### پشتو در هند
ادبیات پشتو از اوایل سدهٔ ۱۶ تا آغاز سدهٔ ۱۹ میلادی در شمال هند رونق داشت، اگرچه در این دوران زبان فارسی در هند زبان غالب محسوب می‌شد. این زبان به‌ویژه میان نخبگان پتان در مقام‌های اداری و نظامی رایج بود. نسخه‌های خطی برجای‌مانده نشان می‌دهند که شعر پشتو در ناحیهٔ گنگا-جمنی پدید آمده است. پیر روشن، صوفی اهل وزیرستان که در جلندر زاده شد، از نخستین نویسندگان به زبان پشتو بود و جنبش روشنی را بنیاد گذاشت که به ظهور شاعران و نویسندگان پرشمار پشتو در شبه‌قاره در قرون ۱۶ و ۱۷ میلادی انجامید. استان اوتار پرادش یکی از مراکز برجستهٔ تداوم ادبیات پشتو بود، و اعضای جامعهٔ روهیله تا اواخر سدهٔ ۱۸ میلادی در آنجا به آفرینش آثار ادبی پشتو ادامه دادند.
رادیو آل ایندیا از سال ۱۹۳۹ پخش برنامه به زبان پشتو را آغاز کرد تا در پاسخ به پروپاگاندای رادیویی به‌ویژه در افغانستان و غرب آسیا نقشی ایفا کند. این زبان همچنین در دانشگاه جواهر لعل نهرو در سطح کارشناسی آموزش داده می‌شود. افزون بر آن، مهاجران افغان پتان ساکن هند نیز از زبان پشتو بهره می‌برند.

## نظامی‌گری
در دوران هند مستعمراتی بریتانیا، پتان‌ها به‌عنوان یکی از «نژادهای جنگجو» شناخته می‌شدند و شمار زیادی از آنان در ارتش هند بریتانیا خدمت کردند. پتان‌های چهلم که بعداً بخشی از نیروی زمینی پاکستان شدند، تنها واحد تمام‌پتانی ارتش بریتانیا در هند بودند. شمار پتان‌های ارتش از سال ۱۸۹۷ تا ۱۹۰۸ از ۲٬۵۰۰ به ۱۰٬۵۰۰ تن رسید. یک‌چهارم این نیروها از قبیلهٔ آفریدی بودند و بسیاری دیگر نیز از مناطق قبیله‌ای فدرال بر مرز هند و افغانستان آمده بودند. تا آغاز جنگ جهانی اول شمار آنان به ۲۸٬۰۰۰ نفر رسید.

## سیاست
خان عبدالغفار خان، ملی‌گرای پتان و از دوستان نزدیک مهاتما گاندی، رهبر خدمتکار خدای و از چهره‌های برجستهٔ جنبش استقلال‌طلبی هند بود. پس از سال ۱۹۴۷ تابعیت پاکستان را پذیرفت. ذاکر حسین، از پتان‌های آفریدی، اقتصاددان و سومین رئیس‌جمهور هند بود که همچنین نایب رئیس‌جمهور هند و فرماندار بیهار نیز بوده است. نوهٔ دختری او سلمان خورشید، وزیر امور اقلیت‌ها، حقوق و دادگستری، و امور خارجه هند بود. محمد یونس نیز دیپلمات و نمایندهٔ انتصابی راجیه سبها در سال ۱۹۸۹ شد.

## ورزش
پتان‌ها پیش و پس از استقلال هند در تیم ملی کریکت هند حضور داشته‌اند. جهانگیر خان، پتان اهل ارمور، از ۱۹۳۲ تا ۱۹۳۶ برای هند بازی کرد و بعدها در پاکستان مدیریت کریکت را برعهده گرفت. افتخار علی‌خان پاتاودی، نواب پاتاودی، برای تیم ملی کریکت انگلستان و سپس هند بازی کرد و در ۱۹۴۶ کاپیتان هند شد. پسرش، منصور علی‌خان پاتاودی، از ۱۹۶۱ تا ۱۹۷۵ در نقش بَتسمن برای هند بازی کرد و در سال ۱۹۶۲ جوان‌ترین کاپیتان هند شد. سلیم دورانی که در نزدیکی تنگه خیبر زاده شد، در دهه‌های ۱۹۶۰ و ۱۹۷۰ در تیم تست هند حضور داشت. یوسف پتان و عرفان پتان نیز در سطوح ملی برای هند بازی کرده‌اند.
در هاکی روی چمن، فیروز خان (بازیکن هاکی روی چمن) در المپیک ۱۹۲۸ برای هند مدال طلا گرفت. او از پتان‌های جلندر بود که در دههٔ ۱۹۵۰ به پاکستان مهاجرت کرد. احمد خان (بازیکن هاکی روی چمن) در المپیک ۱۹۳۶ و پسرش اسلم شیر خان در جام جهانی هاکی مردان ۱۹۷۵ برای هند بازی کردند. آن‌ها از پتان‌های بهوپال بودند.
در اسکواش، عبدالباری یکی از بازیکنان مطرح هند در دههٔ ۱۹۴۰ بود و در مسابقات اوپن بریتانیا در ۱۹۵۰ شرکت کرد. یوسف خان که ده بار قهرمان هند شد، به سیاتل آمریکا مهاجرت کرد و مربی بازیکنان حرفه‌ای شد. دخترانش شبانه خان و لاتاشا خان نیز در آمریکا به‌طور حرفه‌ای بازی کردند.
غوث محمد، پتان آفریدی اهل ملیح‌آباد، نخستین تنیس‌باز هندی بود که در سال ۱۹۳۹ به مرحلهٔ یک‌چهارم نهایی تنیس ویمبلدون راه یافت.

## فهرست پشتون‌های سرشناس هند
- مدهوبالا؛ ممتاز جهان بیگم دهلوی، ستارهٔ سینمای هند در هند و دیگر کشورهای جهان که در بیش از ۶۰ فیلم در طی ۲۰ سال ایفای نقش کرد، از جمله فیلم حماسی مغول اعظم. این فیلم پرفروش‌ترین فیلم تاریخ سینمای هند به‌شمار می‌رود.
- امجد خان – بازیگر هندی که برای ایفای نقش ماندگار شخصیت گبّر سینگ در فیلم «شعلَه» شناخته می‌شود.
- زرین خان – بازیگر هندی که نخستین‌بار در بالیوود ظاهر شد. او از سوی پدر، تبار پشتون دارد.
- ارباز خان – بازیگر، تهیه‌کننده و کارگردان هندی. او از نوادگان پشتون‌هاست.
- عامر خان – بازیگر سرشناس بالیوود
- سلمان خان – بازیگر مشهور سینمای هند
- سلیم خان – تهیه‌کننده و فیلم‌نامه‌نویس برجسته که دگرگونی مهمی در سینمای هند ایجاد کرد.
- سُها علی خان – بازیگر و از خاندان سلطنتی پاتودی
- عیاض خان – بازیگر و مدل هندی
- عرفان پتان – بازیکن کریکت تیم ملی هند
- یوسف پتان – بازیکن کریکت تیم ملی هند
- حمیدالله خان – واپسین نواب بوپال
- نواب محمد عامر خان – بنیان‌گذار ایالت تونک در هند
- اشفق‌الله خان – مبارز جنبش استقلال‌طلبی هند علیه راج بریتانیا که طراح اصلی توطئه کاکوری بود و به‌دست دولت استعمار اعدام شد.
- محمدعلی جوهر – عضو برجستهٔ مسلم لیگ و فعال جنبش خلافت که ریاست کنگره ملی هند را نیز برعهده داشت.
- مولانا شوکت علی – کنشگر هندی جنبش خلافت
- ذاکر حسین (سیاستمدار) – سیاستمدار آموزشی هندی که به‌عنوان سومین رئیس‌جمهور و نخستین مسلمان رئیس دولت هند خدمت کرد.
- احمدرضا خان بریلوی – فقیه اسلامی و شاعر زادهٔ بدیچی با تبار درانی از قندهار که یکی از نیاکانش همراه نادرشاه به هند آمد.
- عدنان سمیع – خوانندهٔ هندی
- ابراهیم خان گردی – فرماندهٔ ارشد توپخانه در خدمت امپراتوری مراتا در نبرد سوم پانی‌پت
- دیلیپ کومار – بازیگر افسانه‌ای سینمای هند زادهٔ پیشاور
- مراد – بازیگر نقش‌های فرعی که در بیش از ۲۰۰ فیلم هندی از دههٔ ۱۹۴۰ به بعد ظاهر شد.
- رضا مراد – بازیگر مشهور هندی و فرزند مراد